# Beyram
Beyram (persiska: بیرم) är en ort i Iran.   Den ligger i provinsen Fars, i den södra delen av landet, 900 km söder om huvudstaden Teheran. Beyram ligger 501 meter över havet och antalet invånare är 6 520.
Terrängen runt Beyram är huvudsakligen kuperad, men den allra närmaste omgivningen är platt. Runt Beyram är det glesbefolkat, med 20 invånare per kvadratkilometer. Det finns inga andra samhällen i närheten. Trakten runt Beyram är ofruktbar med lite eller ingen växtlighet.